# Andrena baetica
Andrena baetica (лат.) — вид пчёл рода Andrena из семейства Andrenidae. Европа: Южная Испания (Кадис, Лос-Алькорнокалес; Касорла, Сьерра-Позо) и южная Португалия (Алентежу; Алгарве).

## Описание
Длина около 1 см. От близких видов отличается следующими признаками: галеа шагренирована и тусклая, наличник также шагренирован и тусклый с чёткой пунктированной продольной срединной линией; задние голени оранжевые; тергит T1 мелко и густо пунктирован, точки разделены максимум на 1 диаметр, обычно на 0,5 диаметра, без микропунктуры. Ямки с плохо выраженным внешним краем, нечетко вдавлены, отделены от латерального оцеллия на расстояние, превышающее его диаметр. Все тергиты брюшка тёмные; мезонотум с короткими чешуйковидными волосками. Задняя поверхность заднего бедра с продольным рядом шипов или зубцов. На Пиренейском полуострове ассоциирован с растениями рода Птицемлечник (Asparagaceae).